# Al-Mahdi
Al-Mahdi (ur. ?, zm. 785) – trzeci kalif z dynastii Abbasydów, ojciec dwóch kolejnych kalifów Al-Hadiego i Haruna ar-Raszida. 

## Życiorys
Panował w latach 775–785. W 782 roku wojska dowodzone przez jego syna Haruna zaatakowały Bizancjum i dotarły do Bosforu, zmuszając Bizancjum w zamian za zawarcie rozejmu do zapłaty trybutu w wysokości 70 tysięcy złotych denarów.